# حسین کریمی بابادی

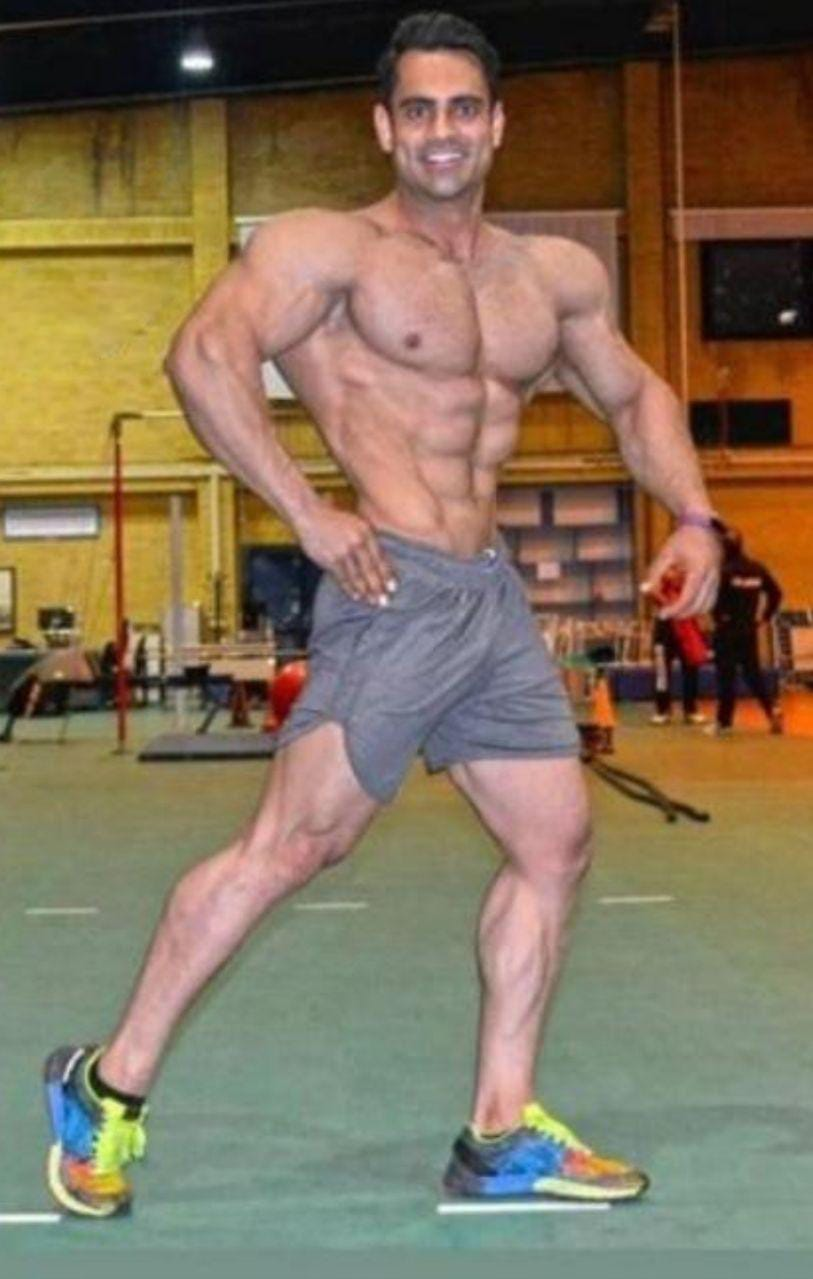
حسین کریمی

حسین کریمی بابادی  (زادهٔ ۵ فروردین ۱۳۷۱ در استان خوزستان، شهرستان اهواز با اصالت مسجدسلیمانی) بدنساز حرفه اى و قهرمان جهان است كه اولین و تنها ایرانى رشته ى فیزیك در تاریخ مسابقات مسترالمپیا ست كه سال ٢٠٢٢ در لاس وگاس آمریكا برگزار شد   وى سابقه ى قهرمانى در سه رشته پاورلیفتینگ، پرس سینه و ماسکولار فیزیک و عضو تیم ملی جمهوری اسلامی ایران در هر سه رشته را دارد. از سن ۱۳ سالگی ورزش را شروع کرده و در سال ۱۳۸۶ اولین قهرمانی کشوری را به‌دست آورد.
او در سال ۱۳۸۹ به عضویت تیم ملی پاورلیفتینگ ایران درآمد و در سال ۱۳۹۲ رکورد جهان را ۲٫۵کیلوگرم افزایش داد و از آن خود کرد.
او در سال ۱۳۹۶ قهرمانی پرس سینهٔ آسیا را به‌دست آورد و بعد از ۳ سال رشتهٔ ورزشی خود را به ماسکولار فیزیک تغییر داد و زیر نظر استاد على نعمتى ورزش جدیدش را شروع كرد و در سال ۱۳۹۷ در اولین مسابقهٔ خود فینالیست دایمند کاپ ایران شد.
او در همان سال قهرمانی ماسل بیچ دبی و قهرمانی مسابقات لاس وگاس ابوظبی را به‌دست آورد.
او در سال ۱۳۹۸ توانست برای رشته ى سوم بعد از پرس سینه و پاورلیفتینگ در پرورش اندام به عضویت تیم ملی درآید و در رشتهٔ ماسکولار فیزیک در مسابقات قهرمانى جهان همان سال همراه تیم ملى قهرمان ifbb جهان شد.
او در پایان سال ٢٠١٩ میلادى براى ادامه ى مسیر زندگى ورزشى به امارات مهاجرت كرد و با هدف حرفه اى شدن و رسیدن به مجوز مسترالمپیا سال ٢٠٢١ در مسابقات مسكو روسیه شركت كرد و قهرمان دسته ى خود شد و سه ماه بعد در الكانته اسپانیا به مقام نایب قهرمانى رسید و پس شش ماه در سال ٢٠٢٢ و پایان سال ١٤٠٠ شمسى در مسابقات لیبى توانست كارت حرفه اى مسابقات را به‌دست بیاورد و همان روز در مسابقات حرفه اى با كسب مقام اول توانست جواز مسترالمپیا را كسب كند 

## افتخارات
- اولین ورزشكار رشته فیزیك در تاریخ مسابقات مسترالمپیا آمریكا
- سال ۱۳۸۶ قهرمان کشوری پاورلیفتینگ
- ۵ بار شکستن رکورد کشور در پرس سینه
- ۸ بار قهرمانی کشور در پرس سینه و پاورلیفتینگ
- سال ۱۳۸۹ عضویت تیم ملی پاورلیفتینگ
- شکستن رکورد پرس سینه ۳۰۰ کیلوگرم مسابقات جهانی
- سال ۱۳۹۲ آسیا پاور و شکستن رکورد جهانی
- سال ۱۳۹۴ قهرمانی پرس سینه آسیا
- سال ۱۳۹۷ فینالیست دایمند کاپ
- سال ۱۳۹۷ قهرمان ماسل بیچ دبی
- سال ۱۳۹۷ قهرمان مسابقات لاس وگاس ابوظبی
- سال ۱۳۹۸ عضویت تیم ملی ماسکولار فیزیک
- سال ۱۳۹۸ قهرمانی جهان ifbb[۵]
- سال ١٣٩٩ قهرمانى مسابقات روسیه NPC pro qualifier
- سال ١٣٩٩ نایب قهرمانى مسابقات اسپانیا NPC pro qualifier
- سال ١٤٠٠ دریافت كارت حرفه اى
- سال ١٤٠٠ قهرمانى در مسابقات حرفه ای لیبى proshow
- دریافت مجوز حضور در مسابقات المپیا آمریكا - لاس وگاس ٢٠٢٢

## پاورلیفتینگ
اولین رشتهٔ حرفه ای حسین کریمی پاورلیفتینگ بوده که افتخارات زیادی از جمله شکستن رکورد جهانی، عضویت تیم ملی، مربی گری تیم ملی، قهرمانی آسیا و قهرمانی جهان در این بخش شامل افتخارات وی بوده.

## پرس سینه
حسین کریمی در سال ۱۳۹۲ رکورد پرس سینهٔ دنیا را ۲٫۵کیلوگرم افزایش داد و در سال‌های بعد در حرکت پرس سینه توانست بهترین رکورد خود به میزان ۳۰۰ کیلوگرم را در مسابقات رسمی در تورنومنت جهانی به ثبت برساند.

## ماسکولار فیزیک
حسین کریمی در سال ۱۳۹۷ در اولین مسابقهٔ رسمی خود فینالیست مسابقات دایمند کاپ تهران شد.
در همان سال قهرمانی مسابقات ماسل بیچ دبی و مسابقات لاس وگاس ابوظبی را به‌دست آورد؛ و در سال ۱۳۹۸ به عنوان تنها نمایندهٔ کشور ایران قهرمانی ifbb جهان را از آن خود کرد.

## تیم ملیجمهوری اسلامی ایران
حسین کریمی در مجموع سه بار به دعوت تیم ملی جمهوری اسلامی ایران درآمد؛ ابتدا در سال ۱۳۸۹ در بخش پاورلیفتینگ و در سال ۱۳۹۲ در بخش پرس سینه و در سال ۱۳۹۸ در بخش ماسکولار فیزیک.